# 直列8気筒

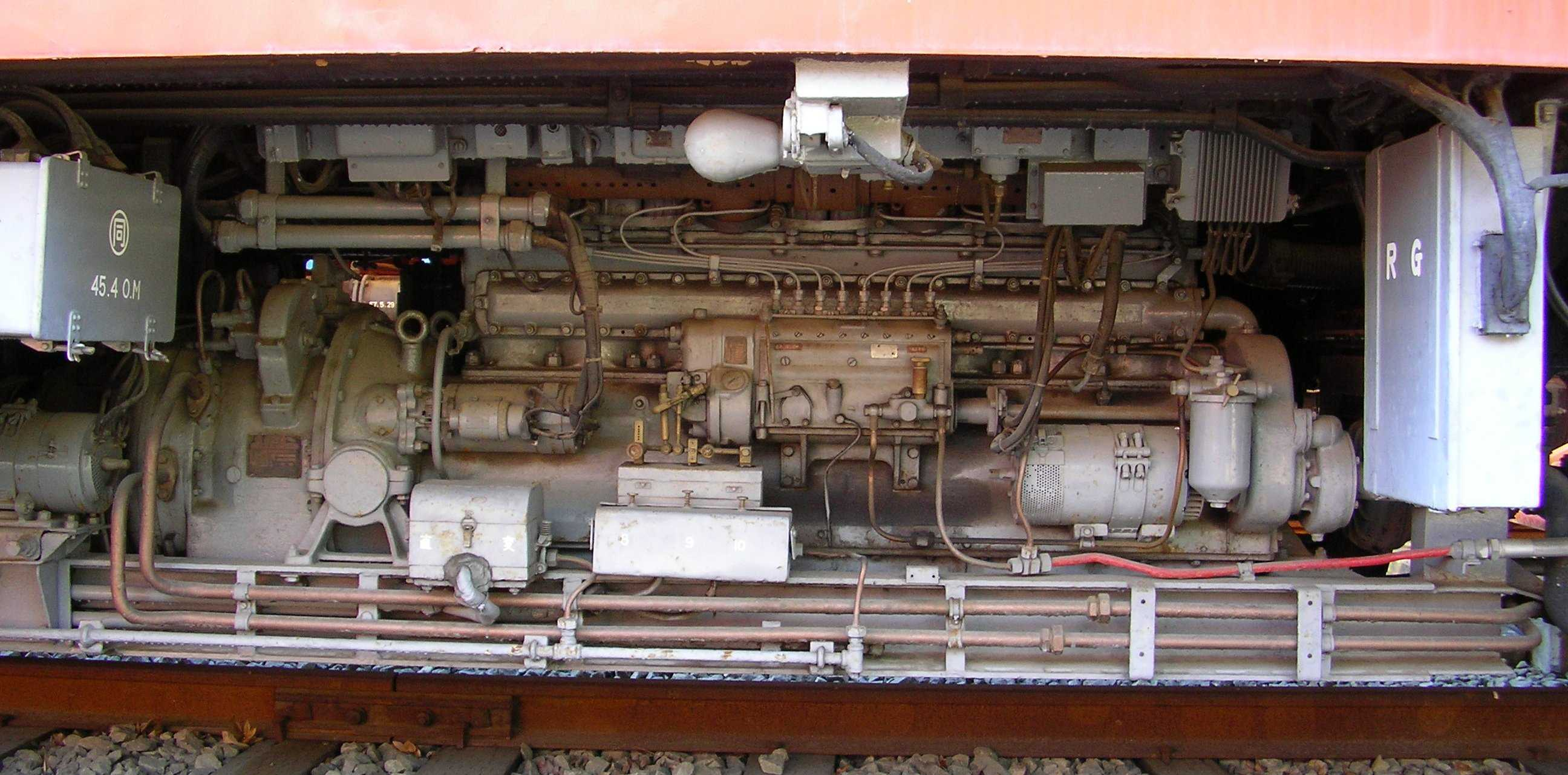
日本の直列8気筒の代表格、国鉄・DMH17系エンジン

直列8気筒（ちょくれつはちきとう）とはシリンダー（気筒）が8つ直列に並んでいるレシプロエンジン等のシリンダー配列をいう。略して「直8」とも記載することもある。

## 概要
同じ気筒数であるV型8気筒の実用化に手間取ったことや、全長が長すぎるという欠点がそれ程ハンデにならなかったこともあり、第二次世界大戦前の乗用車用エンジン形式として広く用いられた。しかし、北アメリカで主流となったV型8気筒エンジンの熟成が進むと、全長に起因する問題が解消されることから切り替えが進み、1950年代以降は急速に姿を消し、全長がハンデにならない船舶用エンジン以外での採用は稀となった。

## 実用例

### レーシングエンジンとしての直8
第二次世界大戦前は採用例が多く、インディ500を席巻したハリー・ミラー製エンジンや、グランプリなどの大レースを席巻したブガッティ・タイプ35、ル・マン24時間を4連覇したアルファロメオ・8Cなど、各所で黄金時代を築いた。
第二次世界大戦後もフォーミュラカーを代表とするレース用としてはいくつかの成功例がある。著名な例として、戦前から活躍していたアルファロメオ・158とその改良型であるアルファロメオ・159、斬新過ぎる技術を惜しみ無くつぎ込んだメルセデス・ベンツ・W196とその姉妹車であるメルセデス・ベンツ・300SLRが挙げられる。
両者とも無類の強さを発揮し、アルファロメオは1950年と1951年、メルセデス・ベンツは1954年と1955年のF1世界選手権ドライバーズチャンピオンを獲得している。しかし、前者は予算不足、後者は1955年のル・マン24時間レースの大惨事が原因で撤退。その後の8気筒エンジンは、ミッドシップレイアウトに都合の良いV8が主流となり、レーシングエンジンとしての直8エンジンは消滅した。

### 日本での直8
日本での直8エンジンの採用例としては、1951年に導入され旧国鉄の標準型気動車のほとんどに使われた鉄道用エンジンであるDMH17系エンジンが挙げられる。
このエンジンは、戦前に開発されたガソリンエンジンであるGMF13形エンジンを8気筒化したGMH17形エンジンをベースとし、1941年には設計は完了したものの戦況悪化によりお蔵入りになっていたディーゼルエンジンを祖とする。名称の通り排気量17リットルの予燃焼室式ディーゼルエンジンであるが、初期仕様で150馬力・改良版でも180馬力と排気量の割に低出力な上に、始動性の悪さや排気管過熱対策のために全開運用が5分までと言う問題を抱えていた。しかし、代替エンジンの開発に手間取ったことや国鉄の予算問題もありDMH17系エンジンは1970年代に入っても気動車エンジンの主力として君臨。本格的退役は1988年3月30日に発生したサロンエクスプレスアルカディアの火災事故以降からで、同車を保有していたJR東日本はすぐにエンジン更新を行い1992年にDMH17系エンジンは引退。他社でも搭載車両の引退やエンジン更新により、DMH17系エンジンは絶滅危惧種となっている。